# عماد عودة
 عماد عودة (بالإنجليزية: Emad Aoda)‏؛ مواليد 15 نوفمبر 1981 في العراق، هو لاعب كرة قدم عراقي يلعب لنادي نفط الجنوب العراقي كمدافع.

## روابط خارجية
- عماد عودة على موقع قاعدة بيانات كرة القدم.إي يو (الإنجليزية)
- عماد عودة على موقع ناشيونال فوتبول تيمز (الإنجليزية)
- عماد عودة على موقع كووورة